# Andriej Kiwilew
Andriej Kiwilew (ros. Андрей Кивилев; ur. 20 września 1973 w Tałdykorganie, zm. 12 marca 2003 w Saint-Étienne) − zawodowy kolarz z Kazachstanu.
Brał udział w Igrzyskach Olimpijskich 1996, na których zajął 29. miejsce w indywidualnym wyścigu szosowym oraz igrzyskach w 2000, na których uplasował się na 72. pozycji w tej samej konkurencji.
Zajął czwarte miejsce w wyścigu Tour de France 2001. 11 marca 2003 roku podczas drugiego etapu wyścigu Paryż-Nicea uległ wypadkowi − jadąc bez kasku upadł twarzą na jezdnię. Stwierdzono u niego pęknięcie kości czołowej i złamanie dwóch żeber. Zmarł następnego dnia w szpitalu w Saint-Étienne, nie odzyskawszy przytomności, mimo że kraksa nie wyglądała zbyt poważnie. Kiwilew zostawił żonę i półrocznego syna. W wypadku tym brał udział również Polak, Marek Rutkiewicz (Cofidis) oraz Niemiec, Volker Ordowski (Team Gerolsteiner), którzy nie odnieśli poważniejszych obrażeń i ukończyli etap. Po jego śmierci Międzynarodowa Unia Kolarska wprowadziła obowiązek noszenia kasków przez kolarzy.